# 565
Cette page concerne l'année 565  du calendrier julien. Pour l'année 565 av. J.-C., voir 565 av. J.-C.
L'année 565 est une année commune qui commence un jeudi.

## Événements
- 22 janvier : Justinien exile le patriarche de Constantinople Eutychius qui refuse d’approuver la doctrine égyptienne d’après laquelle le corps de Jésus sur la croix était resté incorruptible (aphtartodocétisme). L'empereur se prépare à publier un édit imposant sa croyance à tout l’Empire lorsqu’il meurt[1].
- 22 août : Colomba d'Iona mentionne la légende du monstre du Loch Ness[2].
- 14 novembre : début du règne de Justin le Curopalate, empereur byzantin à la mort de son oncle Justinien (fin en 578)[1]. Il épouse Sophie, nièce de Théodora.
- 19 novembre : Justin II reçoit, en présence de Narsès, l'envoyé des Avars Targitès qui réclame Sirmium et le tribut versé aux Outigours et Koutrigours, désormais vassaux des Avars. Justin refuse[3].

- L'Ard rí Érenn ou roi suprême d'Irlande se convertit au christianisme[4].
- Début du règne de Bayan, khan des Avars[5].

## Catégorie:Naissance en 565
- Mirin de Paisley

## Décès en 565
- Mars : Bélisaire, général byzantin.
- 14 novembre : Justinien, empereur byzantin.
- 15 novembre : Malo (ou en latin Maclovius, Maclou), l'un des sept saints fondateurs de la Bretagne (° 29 mars 487).

- Romanos le Mélode, diacre à Béryte (Beyrouth), compositeur de cantiques liturgiques (Kontakia) qui sont en même temps de somptueuses homélies (ou en 555).